# Will You Be There
〈Will You Be There〉는 1993년 6월 28일 싱글로 발매된 미국의 가수 마이클 잭슨의 노래이다. 이 노래는 1991년 음반 《Dangerous》의 여덟 번째 싱글이다. 이 노래는 영화 《프리 윌리》의 사운드트랙에 〈Will You Be There (Theme from Free Willy)〉라는 제목으로 등장하여 인정을 받았고, 음반 《All Time Greatest Movie Songs》와 비디오 게임 《마이클 잭슨 : 더 익스피리언스》에도 수록되었다. 음반 버전이 7분 41초로 기록되면서 마이클 잭슨의 솔로 음반 목록 중 가장 긴 곡이다.
〈Will You Be There〉는 빌보드 핫 100에서 7위를 정점으로 백만 장 팔리며 플래티넘 인증을 획득하며 《Dangerous》의 또 다른 성공적인 싱글이 되었다. 미국 밖에서는 〈Will You Be There〉가 벨기에, 캐나다, 네덜란드, 뉴질랜드, 아일랜드, 스위스, 영국에서 상위 10위권 안에 들었다.

## 배경
잭슨은 《마이클 잭슨과 함께 살아보기》에서 〈Will You Be There〉가 〈Heal the World〉 외에 그가 그의 네버랜드 랜치에 위치한 기빙 트리에 있을 때 작곡한 여러 곡 중 하나였다고 밝혔다.
《프리 윌리》 감독 사이먼 윈서에 따르면, 슬래시필름과의 대화에서 마이클 잭슨 노래를 살 수 있다는 생각은 영화가 사전 상영에서 긍정적인 반응을 얻은 후 음악 예산이 증가했을 때 나왔다고 한다. 잭슨은 시사회를 봤지만 신곡을 쓸 시간이 없었지만 제리 L. 그린버그가 〈Will You Be There〉를 포함하자고 제안했고, 같은 시기에 그는 에픽 사운드트랙과 잭슨의 각인 MJJ 뮤직과 공동으로 발표한 영화 사운드트랙의 탤런트를 모집하고 있었다.

## 구성
그 노래는 라장조로 쓰여 있다. 잭슨의 보컬 범위는 D3부터 E♭5까지이다. 그것은 분당 83박자의 템포를 가지고 있다. 잭슨은 브루스 스위디언에게 전달되는 공동 제작 크레딧으로 〈Will You Be There〉를 쓰고 제작했으며 리듬과 보컬 편곡을 조율했다. 주요 악기는 피아노, 신시사이저, 키보드, 드럼, 타악기로 알려져 있다.

## 뮤직 비디오
두 개의 다른 뮤직 비디오가 빈스 패터슨에 의해 만들어졌다. 공식 영상에는 제시와 윌리의 우정을 중심으로 한 《프리 윌리》의 장면이 나오는 가운데 잭슨이 Dangerous World Tour의 여러 정거장에서 이 노래를 부르는 것이 포함되었다. 《프리 윌리》의 오리지널 VHS 카피에는 영화 이전의 뮤직 비디오가 포함되어 있었다. 《Dangerous: The Short Films》의 두 번째 비디오는 MTV의 10주년 특별 공연의 전체 길이와 Dangerous World Tour 영상 및 팬들의 영상을 인터컷했다.

## 곡 목록
CD 및 12인치 싱글
1. "Will You Be There" (Radio Edit) – 3:40
2. "Man in the Mirror" – 5:19
3. "Girlfriend" – 3:04
4. "Will You Be There" (Album Version) – 7:40

CD 프로모
1. "Will You Be There" (Radio Edit) – 3:40

7인치 및 카세트 싱글
1. "Will You Be There" (Radio Edit) – 3:40
2. "Will You Be There" (Instrumental) – 3:40

3인치 싱글
1. "Will You Be There" (Radio Edit) – 3:40
2. "Girlfriend" – 3:04

비디오 싱글
1. "Will You Be There" (Music Video) - 5:56

## 인증
| 국가                                                            | 인증     | 판매량/출하량 |
| --------------------------------------------------------------- | -------- | ------------- |
| 뉴질랜드 (RMNZ)                                                 | 골드     | 5,000*        |
| 미국 (RIAA)                                                     | 플래티넘 | 1,000,000     |
| *판매량을 기반으로 한 인증 · 판매량+스트리밍을 기반으로 한 인증 |          |               |